# Parafia Świętych Apostołów Szymona i Judy Tadeusza w Kosieczynie
Parafia Świętych Apostołów Szymona i Judy Tadeusza w Kosieczynie – parafia rzymskokatolicka, terytorialnie i administracyjnie należąca do diecezji zielonogórsko-gorzowskiej, do dekanatu Babimost. W parafii posługują księża diecezjalni. 
Od 1 sierpnia 2019 proboszczem parafii jest ks. Andrzej Drutel. 

## Zasięg parafii
Do parafii należą wierni z miejscowości: Kosieczyn, Kręcko, Nowa Wieś, Kręcka Winnica,  Stradzewo.